# Chlorocnemis interrupta
Chlorocnemis interrupta là loài chuồn chuồn trong họ Platycnemididae. Loài này được Legrand mô tả khoa học đầu tiên năm 1984.